# Monteils, Aveyron

Monteils este o comună în departamentul Aveyron din sudul Franței. În 1 ianuarie 2022 avea o populație de 469 de locuitori.